# Torrön, Västerviks kommun
Torrön, även kallad Sladö Torrön eller Hasselö Torrö för att skilja den från Torrön vid Södra Malmö och Torrö söder om Stora Grindö, är en ö öster om Norra Malmö och strax söder om Hasselö/Sladö i Loftahammars socken, Västerviks kommun. Ön har en yta på 52 hektar.
Torrön fick sin första fasta bosättning redan på 1700-talet. Ön som är tämligen karg har inte kunnat försörja mer än en gård och har inte haft mer. En tid i slutet av 1900-talet saknade ön bofast befolkning, men återfick en bofast befolkning kort därefter.
Till största delen består ön av kala berghällar och torr hällmark med tallskog.